# Lichttransmissionsaggregometrie
Die Lichttransmissionsaggregometrie (LTA), nach dem Erstbeschreiber auch Born-Test genannt, ist eine Standarduntersuchung der Funktion der Blutplättchen und eine spezielle Form der Thrombozytenaggregometrie. Es lassen sich damit eine Vielzahl von funktionellen Eigenschaften der Thrombozyten charakterisieren. Die Untersuchung, die Interpretation der Befunde und die Zuordnung zu einem definierten Krankheitsbild sind anspruchsvoll.

## Funktionsweise
Die Aggregation der Blutplättchen wird nach Zugabe eines Aktivators gemessen, indem die Trübung der Probe photometrische bestimmt wird. Dabei ist die maximale optische Dichte im Ruhezustand der Thrombozyten erreicht, die gleichmäßig in der Lösung verteilt sind. Das Verklumpen der Blutplättchen führt im Verlauf der Messung aufgrund der erhöhten Lichtdurchlässigkeit zu einer Abnahme der Trübung. Diese wird kontinuierlich gemessen, indem die Transmission langwelligen Lichts beobachtet wird und in Kurvenform aufgezeichnet.
Für die Messung benötigt werden wenige Milliliter in Bewegung gehaltenes plättchenreiches Citratplasma, das aus Zentrifugation von Vollblut gewonnen wird.
Als Agonisten zur Aktivierung der Blutplättchen kommen unterschiedliche Substanzen in Frage, z. B. ADP, Kollagen, Arachidonsäure oder Ristocetin. Damit kann zwischen verschiedenen Ursachen der Funktionsstörung der Blutplättchen unterschieden werden.